# Saltator olivascens
El pepitero oliváceo, pepitero grisáceo del Caribe, saltador oliváceo o lechosero ajicero (en Venezuela) (Saltator olivascens), es una especie de ave paseriforme de la familia Thraupidae perteneciente al  numeroso género Saltator, anteriormente considerada un grupo de subespecies de Saltator coerulescens. Es nativo del norte de América del Sur y Trinidad y Tobago.

## Distribución y hábitat
Se distribuye desde el norte de Colombia, hacia el este por Venezuela, Trinidad, Guyana, Surinam, Guayana Francesa, hacia el sur hasta el extremo norte de Brasil, y este de Colombia.
Habita en una amplia variedad de ambientes, como matorrales tropicales secos, crecimientos secundarios densos, sabanas semiabiertas, bordes de manglares y bosques ligeros. Puede ser encontrado en ambientes alterados por el hombre, como plantaciones de café o cacao, jardines y parques urbanos. Hasta los 1800 m de altitud, en Venezuela.

## Sistemática

### Descripción original
La especie S. olivascens fue descrita por primera vez por el ornitólogo alemán Jean Cabanis en 1849 bajo el mismo nombre científico; su localidad tipo es: «Guyana».

### Etimología
El nombre genérico masculino «Saltator» proviene del latín «saltator, saltatoris» que significa ‘bailarín’; y el nombre de la especie «olivascens» en latín moderno significa ‘oliváceo, algo oliva’.

### Taxonomía
La presente especie fue tradicionalmente tratada como un grupo de subespecies del ampliamente diseminado  Saltator coerulescens, pero fue separado como especie plena con base en evidencias genéticas presentadas por Chaves et al. (2013) y significativas diferencias de vocalización y a pesar de las pocas diferencias morfológicas existentes. La separación fue aprobada en la Propuesta N° 879 al Comité de Clasificación de Sudamérica (SACC).

### Subespecies
Según las clasificaciones del Congreso Ornitológico Internacional (IOC) y Clements Checklist/eBird v.2021 se reconocen tres subespecies, con su correspondiente distribución geográfica:
- Saltator olivascens plumbeus Bonaparte, 1853 – costa caribeña del norte de Colombia (del río Sinú hasta el bajo valle del Magdalena en Santander).
- Saltator olivascens brewsteri Bangs & Penard, 1918 – desde el noreste de Colombia, Venezuela y Trinidad.
- Saltator olivascens olivascens Cabanis, 1849 – tepuyes del sur de Venezuela, las Guayanas y adyacencias del norte de Brasil.